# 陳光求
陳光求字耀臣，號蕙園。為中國清朝武官官員，本籍福建同安。行伍出身的陳光求於1813年（嘉慶十八年）奉旨接替蔡安國，於台灣地區擔任台灣水師協副將。而隸屬台灣鎮之下的此官職是台灣清治時期的這階段，全台灣的海防軍事層級最高武將，其統帥三標水營，數千名水師兵勇。
| 前任： 蔡安國 | 台灣水師協副將 1813年上任             | 繼任： 陳一凱 |
| 前任： 云天彪 | 江南苏松镇总兵 1826年（道光六年）上任 | 繼任： 关天培 |

## 生平

### 早期晋升
嘉庆年间，陈光求于福建水师千总任内，因截击海盗朱濆船队有功，“歼擒贼犯多名，并获私载硝黄器械”，获朝廷嘉奖，擢升为守备（《清实录·嘉庆朝·卷二百一》）。

### 台湾防务
1813年（嘉庆十八年），陈光求奉旨接替蔡安国，出任台湾水师协副将，统帅三标水营及数千水师兵勇。此后升任安平副将，负责台湾南部事务。

### 水师总兵任职
陈光求曾由台湾水师协副将调任浙江定海镇总兵官，成为浙江海防核心将领 。1825年（道光五年），苏松镇总兵云天彪因年老休致，陈光求接任该职，掌管江南海防及漕运事务。（《清实录·道光朝·卷八十八》）。

### 晚年休致
朝廷认为陈光求“人似平庸，且已年逾六旬”，要求两江总督琦善考察其能否胜任苏松镇总兵 。道光中期，陈光求因年老休致，卸任江南苏松镇总兵官，由关天培接任 。（《清实录·道光朝·卷一百二十二》）。